# Ansac-sur-Vienne
Ansac-sur-Vienne è un comune francese di 855 abitanti situato nel dipartimento della Charente, nella regione della Nuova Aquitania.

## Società

### Evoluzione demografica
Abitanti censiti